# Opbrud (film fra 1988)
 For alternative betydninger, se Opbrud. (Se også artikler, som begynder med Opbrud)
Opbrud er en dansk film fra 1988.
- Manuskript Morten Sabroe.
- Instruktion Claus Ploug.

Blandt de medvirkende kan nævnes:
- Kim Jansson
- Claus Strandberg
- Henrik Jandorf
- Jytte Piloni
- Morten Suurballe